# Sloanea longisepala
Sloanea longisepala är en tvåhjärtbladig växtart som beskrevs av C. Tirel. Sloanea longisepala ingår i släktet Sloanea och familjen Elaeocarpaceae. Inga underarter finns listade i Catalogue of Life.